# Ryan Kerrigan
Patrick Ryan Kerrigan (Muncie, 16 agosto 1988) è un giocatore di football americano statunitense che gioca nel ruolo di linebacker per i Philadelphia Eagles della National Football League. Fu scelto dai Redskins come 16º assoluto nel Draft NFL 2011. Al college ha giocato a football a Purdue.

## Carriera professionistica

### Washington Redskins
Kerrigan fu scelto dai Washington Redskins come 16º assoluto del Draft 2011. Il 29 luglio 2011, i Redskins firmarono ufficialmente Kerrigan insieme ad altre 11 scelte del Draft. Successivamente, Kerrigan fu spostato dal ruolo di defensive end a quello di outside linebacker, diventando il titolare del ruolo. L'11 settembre 2011, nella sua partita di debutto nella NFL, Kerrigan intercetto un passaggio del quarterback dei New York Giants Eli Manning, concludendo con una corsa da 9 yard nella end zone. Già nella sua stagione da rookie si impose per il suo gioco dominante, venendo anche suggerito da alcuni come meritevole del premio di miglior rookie difensivo della stagione. Al termine della stagione NFL 2011, Kerrigan giocò da titolare tutte le 16 gare della stagione mettendo a segno 63 tackle, 7,5 sack, 4 fumble forzati, 1 intercetto ed 1 touchdown. Il 16 gennaio 2012, Kerrigan, insieme all'altro rookie della franchigia Roy Helu, furono inseriti nella formazione ideale dei rookie della stagione da Pro Football Weekly e dalla Pro Football Writers of America.

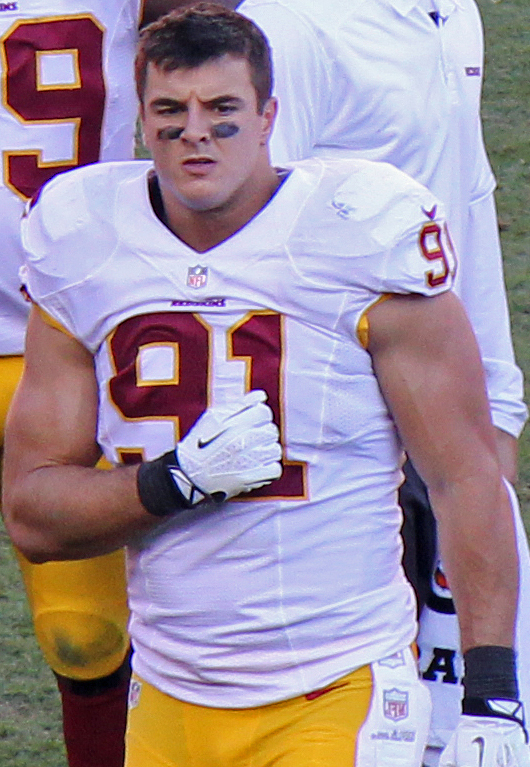
Kerrigan nel 2013

Nella settimana 5 della stagione 2012, Kerrigan intercettò un passaggio di Matt Ryan ritornandolo per 28 yard in touchdown. Nella settimana 16 contro i Philadelphia Eagles mise a segnò due sack su Nick Foles e forzò un fumble. Il 21 gennaio 2013 fu convocato per il suo primo Pro Bowl in sostituzione di Aldon Smith impegnato coi San Francisco 49ers nel Super Bowl XLVII. La seconda stagione di Kerrigan si concluse con 54 tackle, 8,5 sack, 2 fumble forzati e un intercetto.

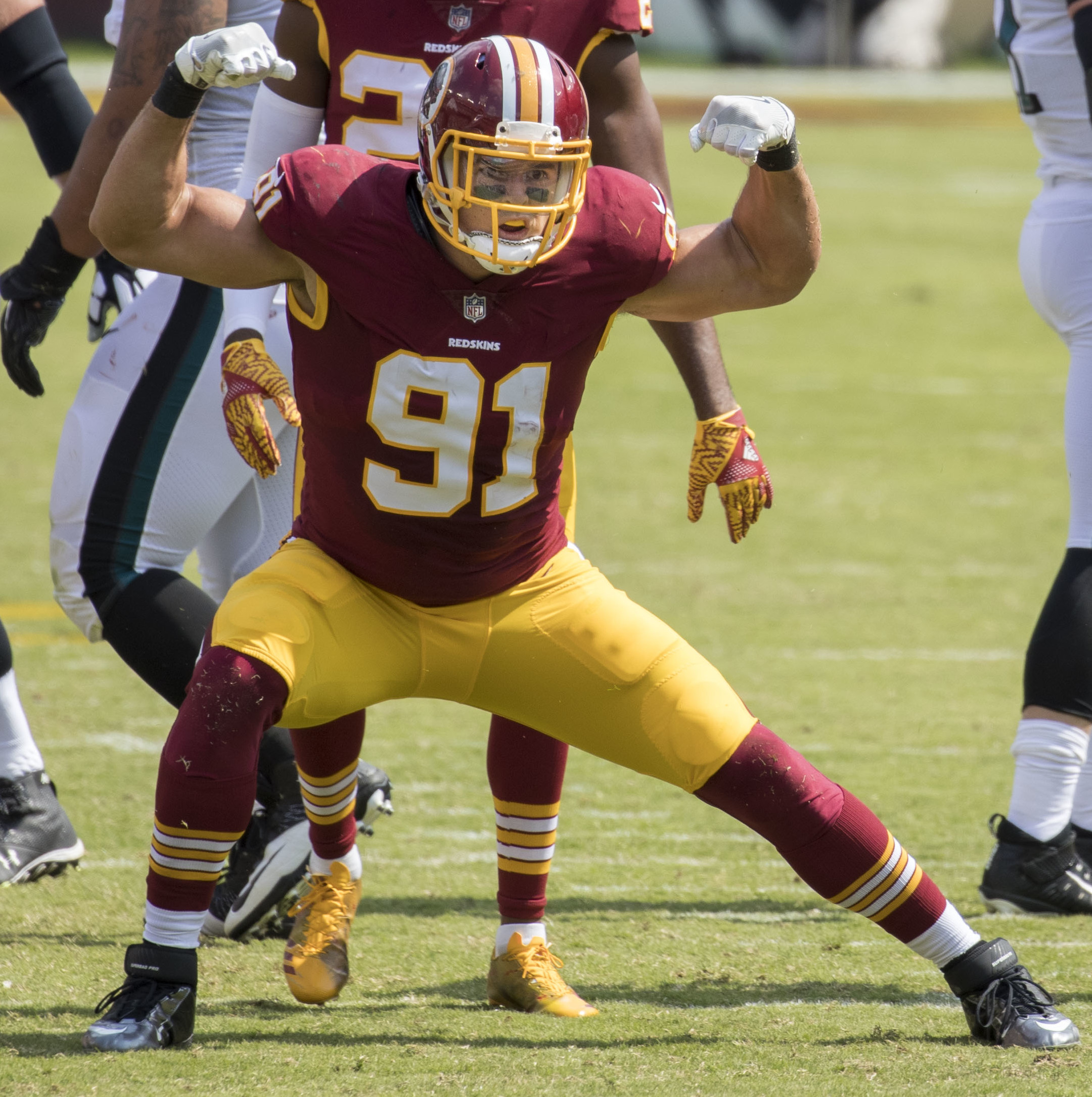
La tipica esultanza di Kerrigan dopo un sack

Nella prima gara della stagione 2013 persa contro gli Eagles, Kerrigan mise a segno 13 tackle e un sack su Michael Vick. Altri due sack li mise a referto la settimana successiva contro i Green Bay Packers e nella settimana 4 contro gli Oakland Raiders. La sua annata si chiuse con 8,5 sack.
Nella settimana 2 della stagione 2014, Kerrigan mise a segno un nuovo primato personale e pareggiò il record di franchigia con 4 sack ai danni di Chad Henne nella vittoria sui Jacksonville Jaguars. La sua annata si chiuse guidando i Redskins con 13,5 sack, disputando per la quarta stagione consecutiva tutte le 16 gare come titolare, venendo inserito al 78º posto nella NFL Top 100, la classifica dei migliori cento giocatori dell'anno.
Nel 2016, Kerrigan fu convocato per il secondo Pro Bowl in carriera dopo avere fatto registrare 33 tackle e 11 sack disputando per la sesta stagione consecutiva tutte le 16 gare come titolare.
Nella prima gara della stagione 2017, Kerrigan mise a segno un intercetto su Carson Wentz dei Philadelphia Eagles, il terzo in carriera, ritornandolo per 24 yard in touchdown. A fine stagione fu convocato per il suo terzo Pro Bowl.
Nella prima gara della stagione 2020 Kerrigan mise a segno due sack contro gli Eagles contribuendo a rimontare uno svantaggio di 17-0 e andando a vincere per 27-17. Per questa prestazione fu premiato come difensore della NFC della settimana.

## Palmarès
- Convocazioni al Pro Bowl: 4

2012, 2016, 2017, 2018
- Difensore della NFC della settimana: 1

1ª del 2020
- PFWA All-Rookie Team - 2011
- Leader della NFL in fumble forzati: 1

2014